# Liviu Antonesei
Liviu Antonesei (n. 25 aprilie 1953, Vlădeni, Iași, România) este un scriitor, cercetător, publicist, politician democrat, actualmente retras din politică, profesor universitar din Iași.

## Biografie
A absolvit școala primară, gimnaziul și liceul în Iași. A optat pentru secția de psihologie-sociologie a Universității din Iași, pe care a absolvit-o în 1976.
În timpul studenției, a descoperit presa studențească, fiind titular al rubricii de sociologie a revistei Dialog și redactor-șef adjunct al surorii sale Opinia studențească.
A revenit la conducerea celei din urmă în 1980, iar în mai 1983, a fost eliberat din funcție în urma unei prime anchete a Securității, foarte decisă „să facă ordine” în rândurile tinerilor scriitori ieșeni. După anchetă, a fost urmărit continuu de Securitate: interceptarea corespondenței și a convorbirilor telefonice, avertismente etc. Dar și gesturile de nesupunere s-au intensificat, culminând cu semnarea apelului inițiat de Dan Petrescu și semnat de Doina Cornea, Luca Pițu, Liviu Ioan Stoiciu, Alexandru Tacu, Mariana Marin și alți 15 scriitori și muncitori din întreaga țară împotriva realegerii lui Ceaușescu la Congresul al XIV-lea al PCR apărut la începutul lui octombrie 1989 în presa internațională. Nu se consideră disident, nu a fost nici măcar membru de partid, ci non-conformist uneori, alteori refuznik.

## Cariera profesională și academică
Între 1976-1978 a fost psiholog-terapeut la Centrul logopedic interșcolar din Iași și profesor de logică și psihologie la Liceul pedagogic din același oraș. Între 1978-1989 a fost cercetător în Științele educației la Centrul de științe socio-umane al Universității ieșene. Din 1990 este lector la catedra de Științele educației a aceleiași universități. Din 1996 este doctorand în științele educației cu o teză despre pedagogie ca știință a culturii". Din 1978, autorul a circa o sută de studii științifice din domeniile sociologiei educației, istoriei intelectuale, istoriei și filozofiei culturii, didacticii moderne, metodologiei cercetării educației și științelor politice.
În septembrie 2001 și-a susținut doctoratul, iar din ianuarie 2002 a fost promovat conferențiar universitar. Din octombrie 2005 devine prin concurs profesor la aceeași catedră.

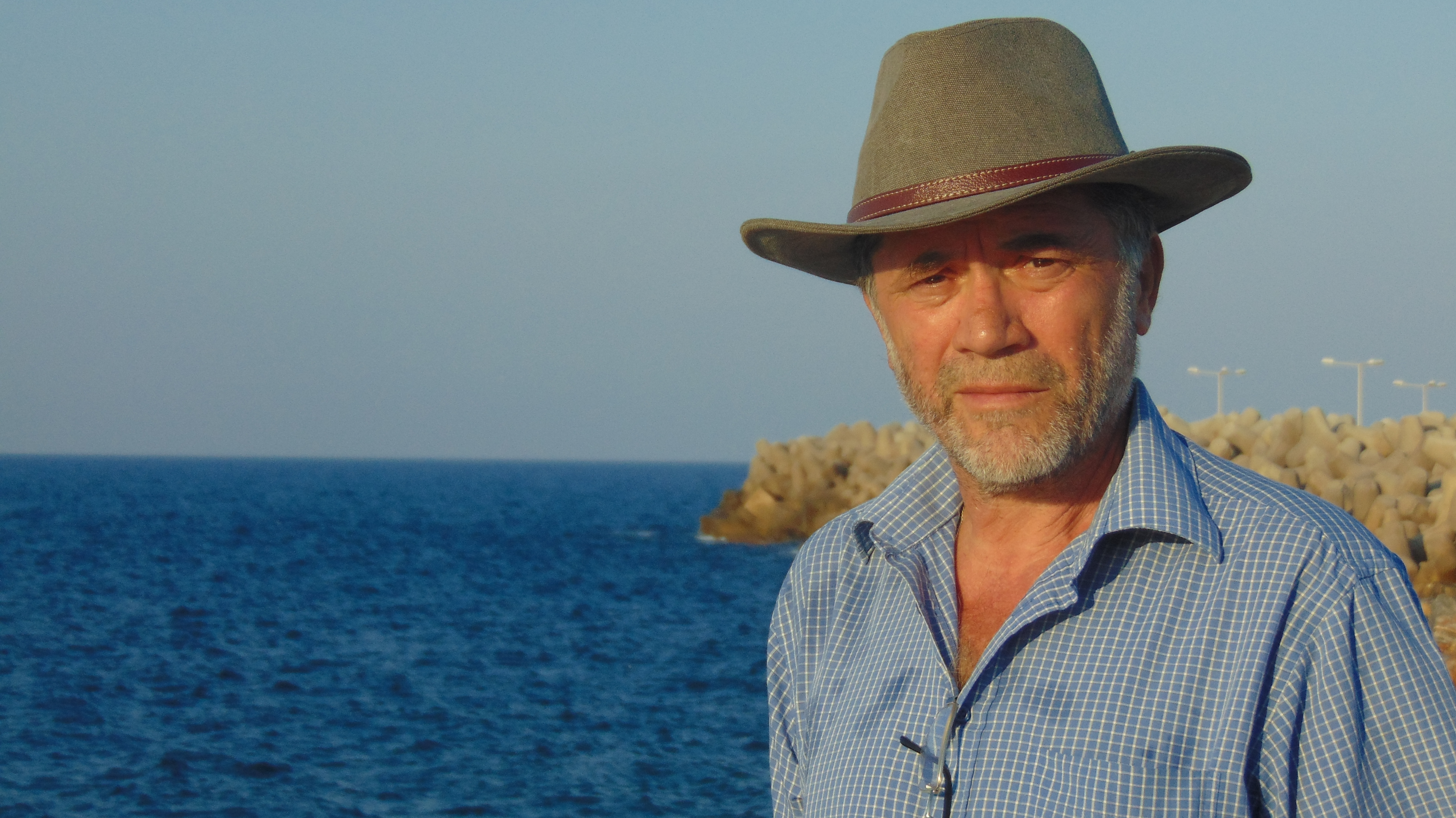
Creta 2016

## Cariera literară și jurnalistică
În perioada 1974-1976 este redactor-șef adjunct la revista Opinia studențească. În anii 1980-1983 este redactor-șef adjunct la aceeași revistă. Între 1990-1995 devine redactor-șef adjunct la revista Convorbiri literare, editată de Uniunea Scriitorilor din România. Între 1990-1995 este membru al Uniunii Scriitorilor și al consiliului său de conducere; demisionează  din ambele în toamna anului 1995. Este membru al PEN Clubului român din 1990 și al ASPRO de la înființare.
Devine director literar-artistic al revistei Timpul din august 1993 și director din 1998; este președinte-fondator al Fundației culturale "Timpul" în 2000, instituția editoare a revistei timp de aproximativ 20 de ani. Între 2012 și 2014, în calitate de director editorial, a pus fundamentele Editurii Adenium, pe care a părăsit-o pe motivul nepotrivirii cu restul echipei. Din 1974 este autor a circa 10.000 de articole, eseuri, cronici în presa culturala și curentă, articole de blog. Din iulie 2020 este redactor la Revista Regal Literar. 
A fost tradus in antologii de poezie și în reviste din Ungaria, SUA, Grecia, Italia, Germania, Rusia, Franța etc.

## Volume științifice publicate
- Paideia. Fundamentele culturale ale educației, Editura Polirom, 1996
- Nautilus. Structuri, momente și modele în cultura interbelică, Editura Cronica, 1999, Editura Criterion Publishing, 2007
- Managementul universitar, Editura Polirom, 2000 (în colaborare cu trei colegi de la Universitatea din Assiut, Egipt)
- O Introducere în Pedagogie. Dimensiunile axiologice și transdisciplinare ale educației, Editura Polirom, 2002
- Polis și Paideia. Șapte studii despre educație, cultură și politici educative, Polirom, 2005
- Ghid pentru cercetarea educației, Liviu Antonesei (coordonator), Nicoleta Laura Popa, Adrian Labăr, Polirom, 2009
- Paideia Revisited. Introducere la științele educației, Editura Universității „Al. I. Cuza”, 2015

## Volume de versuri, proză, interviuri, eseuri
Debut în volum în 1988, cu cartea de eseuri Semnele timpului, Editura Junimea, reeditată de Editura Princeps Edit, 2006.
- Pharmakon, poezii, Editura Cartea Româneasca, 1989
- Căutarea căutării, poezii, Editura Junimea, 1990
- Jurnal din anii ciumei, 1987-1989. Încercări de sociologie spontana, jurnal, Editura Polirom, 1995
- Vremea în schimbare, interviuri, Editura Moldova, 1995
- O prostie a lui Platon. Intelectualii și politica, eseu, Editura Polirom, 1997
- Apariția Eonei și celelalte poeme de dragoste culese din Arborele Gnozei, poezii, Editura Axa, 1999
- Despre dragoste. Anatomia unui sentiment, eseu, Editura Ars Longa, 2000
- Check Point Charlie. 7 povestiri fără a mai socoti și prefața, povestiri, Editura T, 2003
- Literatura, ce poveste! Un diptic și câteva linkuri în rețeaua literaturii, eseuri, Editura Polirom, 2004
- Apariția, dispariția și eternitatea Eonei, poezii, Editura Paralela 45, 2007
- Hesperia. Șapte vorbiri despre spiritul european și patologiile sale, studii, Editura Feed Back, 2007
- La Morrison Hotel. Povestiri de până azi, povestiri, Editura EuroPress Group, 2007
- Povești filosofice cretane și alte poezii din insule, poezii, Editura Herg Benet, 2012
- Victimele inocente și colaterale ale unui sângeros război cu Rusia, povestiri, Editura Polirom, 2012
- Un taur în vitrina de piatră, antologie de poezie, Editura Adenium, 2013
- Poemele din zorii amurgului, poezii noi 2013-2016, Editura Junimea, Iași, 2016
- Opera Poetică (1978-2016), Editura Paralela 45, București, 2017
- Și întunericul nu a cuprins-o..., Editura Junimea, Iași, 2017
- 5 balade rock, Editura Vinea, București, 2018.
- umbra mării nu este marea, Editura Junimea, Iași, 2018
- Jurnal din anii ciumei, 1987-1989. Încercări de sociologie spontană, reeditare, Editura Cartea Românească Educațional, Iași, 2019
- Vremea în schimbare, interviuri, reeditare, Editura Cartea Românească Educațional, Iași, 2020
- Ajungă morții măreția ei, poezie, Editura Junimea, Iași, 2020
- Semne galbene pe ecran negru, poezie, Editura Junimea, Iași, 2021
- Întotdeauna și încă o zi. Poeme 2021-2022, Editura Eikon, București, 2023

## Interviuri cu Liviu Antonesei
- Scriitorii și politica 1990-2007. Dorin Popa în dialog cu Liviu Antonesei, Dorin Popa, Editura Institutul European, 2007
- O lună în confesional. Convorbiri cu Liviu Antonesei, Nicoleta Dabija, Editura Eikon, Cluj, 2014; ediția a II-a, revizuită și adăugită, Eikon, 2016.

## Cărți de Liviu Antonesei în limbi străine
- Otrora y Ahora. Odinioară și acum, antologia lirica de Liviu Antonesei, prologo, seleccion y traduccion: Mario Castro Navarrete, Editura Adenium, 2014
- The Innocent and Collateral Victims of a Bloody War with Russia, short stories by Liviu Antonesei, translated by Mihai Rîșnoveanu, Mike Phillips and Ramona Mitrică, Profusion Gold, London, 2014
- Pieta - Eine Auswahl rumänischer Lyrik, Trad: Christian W. Schenk, Dionysos, Boppard, 2018, ISBN 9781977075666
- 5 ballades rock, traduit du roumain par Sorin Barbul, Editions Vinea, 2019
- Die Suche der Suche, traducere de Christian W. Schenk, Editura Dionysos, Boppard, 2020

E-books
2004 – Check Point Charlie Editura Liternet
2004 – Despre dragoste. Anatomia unui sentiment Editura Liternet
2006 – Semnele timpului (opinii, dialoguri) Editura Liternet
2014 - "The Innocent and Collateral Victims of a Bloody War with Russia"- , Profusion Gold, London

## Implicare politică
Liviu Antonesei a fost președinte al Județului Iași din iulie 1996 până în decembrie 1998, când a plecat prin demisie. El a fost ales din partea Partidului Alianței Civice, care în 1996, la locale, a câștigat Primăria Iași, Consiliul Local Iași, Consiliul Județean Iași și președinția acestuia, plus 28 de primării din județ. Atunci era președintele organizației județene PAC și coordonatorul campaniei electorale.

## Implicare civică
Antonesei s-a remarcat prin atitudinea vocală împotriva administrației Iașului, ca urmare a deciziei primarului Gheorghe Nichita de a tăia, în februarie 2013, aliniamentul de tei din centrul orașului și a-l înlocui cu arbuști japonezi pitici. Scriitorul a publicat un număr de editoriale virulente în acest sens, sprijinind totodată inițiativele civice de protest ale altor intelectuali și studenți.